# Sárga
A sárga az a színészlelet, amilyennek az 565 és 590 nanométer közötti hullámhosszú fényt érzékeljük A CIE bővebb tartományt ad meg. Eszerint az 558–640 nm tartományba esnek a sárga színek. A hullámhosszal történő értelmezés csupán a spektrális (maximálisan telített) színekre értelmezhető. Ilyen értelemben fogalmazták meg az alapszíneket (unitary hue) is, amelyek egyike a sárga. A látható fény spektrumában, a szivárványban a piros és a zöld alapszínek között helyezkedik el, additív színkeveréssel ezekből is előállítható.
A sárga egyike a kivonó alapszíneknek, kiegészítő színe a kék, a régebbi színelméletekben, például Goethe színkörében a lila.

## Színrendszerek
A kivonó rendszerben alapszín, az összeadó rendszerben a zöld és a piros keveréke. A sárga a tiszta sárga árnyalat környékére esik:
- a CIE 1931 RGB rendszerben nem határozták meg a színek nevét. Az idealizált sárga azonban a rendszer alapgondolatából megadható: r = 0,5; g = 0,5[4]
- a CIE 1931 XYZ nem foglalkozik a színek nevével, ezért ott nincs ilyen azonosító. A sárga színek helye kb. x ≈ 0,47, y ≈ 0,52
- a CIELab-színrendszerben az a* értéke elméletileg nulla, a b* értéke igen nagy (kb. 120, de nincs definiált maximuma) a színezeti szög hab= 90°
- a CIELuv színrendszer nem határozza meg a színeket nevük szerint. Az uv-színdiagramban a sárga szín körülbelüli helye u ≈ 0,21, v ≈ 0,37, illetve u ' ≈ 0,21, v ' ≈ 0,56
- a Munsell notation egyik alapszíne a sárga (Y yellow), kb. a 10Y, azonban általános használatra sárgának tekintik a GY (green–yellow) és a YR (yellow–red, azaz: narancssárga) színek tartományát is
- az OSA (Optical Society of America) önálló sárga színjellemzőt használ: j (jaune)
- a COLOROID színrendszerben a sárga színek az A=10 és az A=16,99 között helyezkednek el
- RGB = (255, 255, 0) tízes számrendszerben, és FFFF00 tizenhatos számrendszerben
- HSV-ben a H = 60°
- Az NCS rendszer Y-nal jelöli a sárga színt, és RGB-ben a következő adatokkal azonosítja: R=255, G=211, B=0
- A RAL-színrendszerben a sárga színek RAL 1000 és RAL 1037 közé esnek.
- A PANTONE-színrendszerben a 100-139 és a 380-389-es kódok, és egyes szériaszínek sárgák.

## Színkeverés

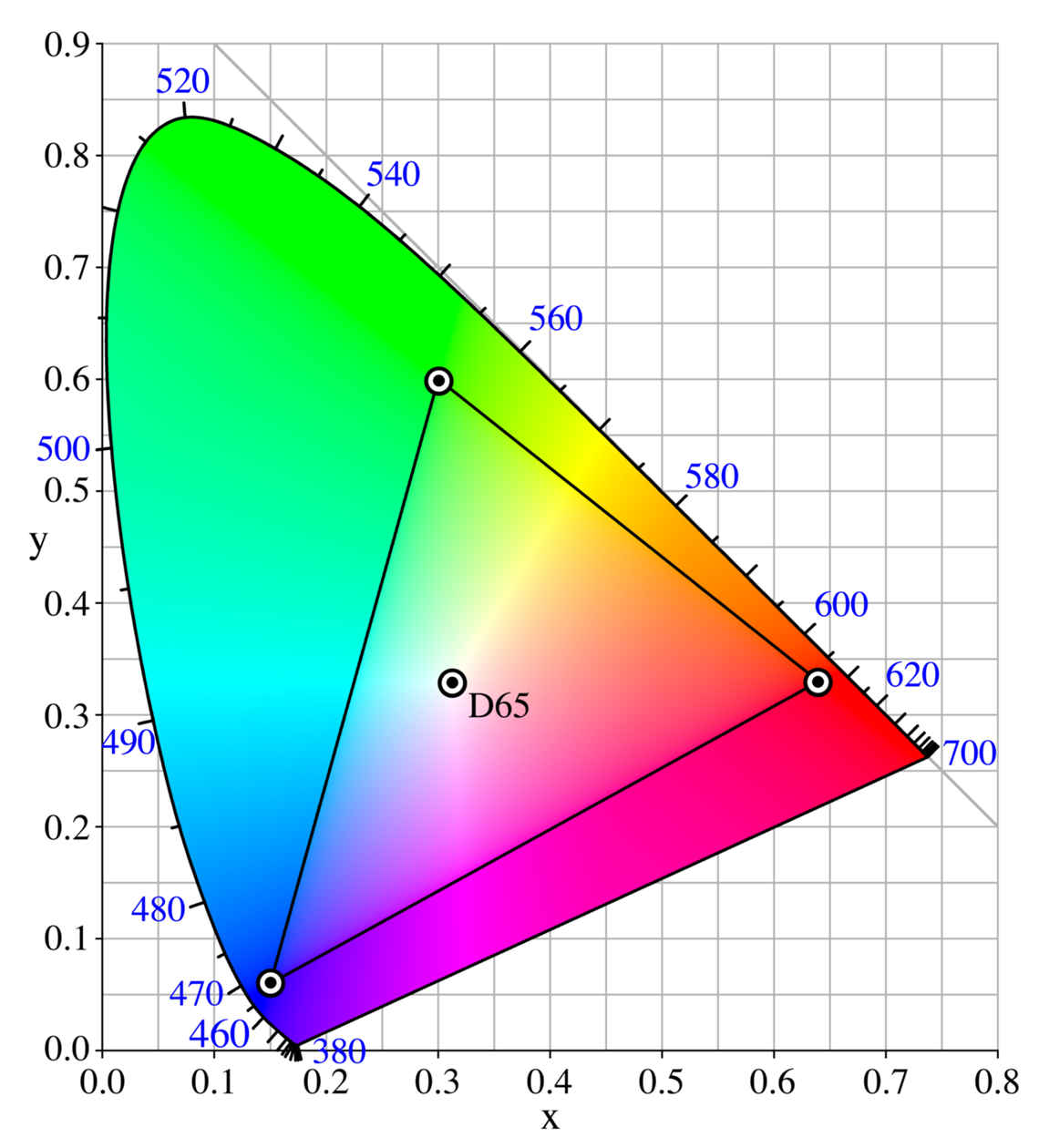
A képernyőn megjeleníthető színek háromszöge a CIE-diagramon

Kivonó keverésben a sárga és a piros szín keverékeként narancssárga, a zölddel vett keverékeként újabb zöld árnyalatok keletkeznek. A telítettség csökkentésével barnába megy át. A sárga festékek érzékenyek a szennyeződésre. Fehérrel keveredve világossárga és pasztellsárga, vajsárga árnyalatokon át törtfehérhez juthatunk.
Az erős sárga rosszul ábrázolható a képernyőn. Habár a sárga pixelek fényereje összeadódik, a zöld a CIE-diagramon legfeljebb 60%-ot érhetnek el. A krominancia így legfeljebb 80% lehet, vagyis az azonos hullámhosszú spektrálszín telítettségének csak ekkora részét érheti el. Különösen a citromsárga hat piszkosan.
A színes nyomtatásban a sárga a CMYK-rendszer egyik alapszíne; a rövidítésben az Y a sárgát jelöli. A szűk színtartomány itt kevésbé kényelmetlen, mivel a felhasznált festékeket jól összehangolják. A négyszínnyomás azonban nem teszi lehetővé a legtisztább meleg sárgák nyomtatását; a művészi képek nyomtatásához ezért sok alapszínt használnak.
A legjobb festékekkel a sárgák 95%-os telítettségig ábrázolhatók. Összehasonlításként, a kék árnyalatoknál maximálisan 60% kerül.

## Sárga színek
A barna színeknek nincs hivatalos meghatározása. A vörös, narancs, sárga színeknek alacsony színtelítettségű, sötét változatai barnák.
| név               | COLOROID | COLOROID    | COLOROID   | Munsell  | Munsell    | Munsell | számítógép | számítógép | számítógép | CIE 1931 | CIE 1931 | CIE 1931 | HEX    |
| név               | A        | T           | V          | H        | V          | C       | R          | G          | B          | x        | y        | Y        | RGB    |
| név               | színezet | telítettség | világosság | színezet | világosság | króma   | vörös      | zöld       | kék        |          |          |          |        |
| ----------------- | -------- | ----------- | ---------- | -------- | ---------- | ------- | ---------- | ---------- | ---------- | -------- | -------- | -------- | ------ |
| alument           | 10       | 12          | 90         | 4GY      | 9          | 2       | 231        | 231        | 210        | 0,32     | 0,35     | 81       | E7E7D2 |
| kőrissárga        | 10       | 25          | 70         | 2,5GY    | 7          | 4       | 184        | 182        | 119        | 0,36     | 0,41     | 49       | B8B677 |
| manchesteri sárga | 10       | 38          | 85         | 2,5GY    | 9          | 6       | 223        | 228        | 142        | 0,36     | 0,41     | 72       | DFE48E |
| sáfránysárga      | 10       | 40          | 75         | 2,5GY    | 8          | 8       | 199        | 202        | 91         | 0,39     | 0,45     | 56       | C7CA5B |
| őssárga           | 10       | 42          | 80         | 2GY      | 8          | 8       | 212        | 209        | 109        | 0,38     | 0,44     | 64       | D4D16D |
| tojáshéjfehér     | 11       | 10          | 90         | 4GY      | 9          | 2       | 233        | 230        | 209        | 0,32     | 0,34     | 81       | E9E6D1 |
| olívzöld          | 11       | 20          | 50         | 9Y       | 6          | 6       | 140        | 130        | 48         | 0,41     | 0,46     | 25       | 8C8230 |
| pasztellsárga     | 11       | 37          | 80         | 10Y      | 8          | 6       | 211        | 206        | 126        | 0,38     | 0,42     | 64       | D3CE7E |
| mohazöld          | 11       | 38          | 65         | 10Y      | 7          | 10      | 183        | 175        | 29         | 0,43     | 0,49     | 42       | B7AF1D |
| citromsárga       | 11       | 60          | 80         | 8Y       | 8          | 12      | 226        | 208        | 10         | 0,43     | 0,5      | 64       | E2D00A |
| lenszőke          | 12       | 10          | 80         | 2,5GY    | 9          | 2       | 218        | 217        | 198        | 0,33     | 0,35     | 64       | DAD5C7 |
| dioxinzöld        | 12       | 10          | 50         | 9Y       | 6          | 2       | 137        | 130        | 97         | 0,36     | 0,38     | 25       | 898261 |
| lipcsei sárga     | 12       | 42          | 90         | 6Y       | 9          | 6       | 248        | 230        | 154        | 0,37     | 0,4      | 81       | F8E69A |
| krómsárga         | 12       | 43          | 80         | 7Y       | 8          | 6       | 224        | 204        | 110        | 0,39     | 0,43     | 64       | E0CC6E |
| kanárisárga       | 12       | 57          | 82         | 6Y       | 8          | 10      | 235        | 209        | 60         | 0,42     | 0,46     | 67       | EBD13C |
| dohánybarna       | 13       | 22          | 50         | 5Y       | 6          | 8       | 157        | 130        | 37         | 0,44     | 0,46     | 25       | 9D8225 |
| mustársárga       | 13       | 27          | 75         | 5Y       | 8          | 4       | 212        | 192        | 136        | 0,37     | 0,39     | 56       | D4C088 |
| tüzesokker        | 13       | 40          | 75         | 4Y       | 8          | 8       | 222        | 189        | 98         | 0,41     | 0,43     | 56       | DEBD62 |
| kadmiumsárga      | 13       | 52          | 75         | 3Y       | 8          | 10      | 230        | 188        | 37         | 0,45     | 0,47     | 58       | E6BC25 |
| természetes umbra | 14       | 10          | 45         | 3Y       | 5          | 4       | 131        | 113        | 81         | 0,38     | 0,39     | 20       | 837151 |
| madeirasárga      | 14       | 22          | 85         | 6Y       | 9          | 2       | 236        | 214        | 180        | 0,35     | 0,36     | 72       | ECD6B4 |
| kínai sárga       | 14       | 37          | 82         | 2Y       | 8          | 6       | 241        | 205        | 133        | 0,38     | 0,4      | 67       | F1CD85 |
| aranyokker        | 14       | 38          | 65         | 2Y       | 7          | 10      | 209        | 163        | 44         | 0,45     | 0,45     | 42       | D1A32C |
| aranysárga        | 14       | 50          | 75         | 2,5Y     | 8          | 10      | 239        | 188        | 60         | 0,44     | 0,45     | 56       | EFBC3C |
| chartrőzi fehér   | 15       | 10          | 85         | 1Y       | 9          | 2       | 231        | 219        | 201        | 0,33     | 0,34     | 72       | E7DBC9 |
| umbra             | 15       | 11          | 40         | 1Y       | 5          | 4       | 128        | 98         | 59         | 0,41     | 0,41     | 16       | 80623B |
| nápolyi sárga     | 15       | 22          | 85         | 2,5Y     | 9          | 2       | 239        | 219        | 181        | 0,35     | 0,36     | 72       | EFDBB5 |
| sienna            | 15       | 23          | 48         | 1Y       | 5          | 10      | 160        | 116        | 0          | 0,47     | 0,46     | 23       | A07400 |
| borostyánsárga    | 15       | 35          | 62         | 2Y       | 7          | 10      | 206        | 155        | 47         | 0,45     | 0,45     | 38       | CE9B2F |
| narancssárga      | 15       | 45          | 70         | 1Y       | 7          | 10      | 230        | 170        | 50         | 0,46     | 0,45     | 49       | E6AA32 |
| oxidbarna         | 16       | 10          | 42         | 2,5Y     | 5          | 4       | 130        | 103        | 72         | 0,39     | 0,39     | 18       | 826748 |
| topázsárga        | 16       | 22          | 85         | 2Y       | 9          | 2       | 243        | 216        | 182        | 0,35     | 0,36     | 72       | F3D8B6 |
| égetett okker     | 16       | 23          | 52         | 9YR      | 6          | 8       | 178        | 127        | 54         | 0,45     | 0,43     | 27       | B27F36 |
| oxidsárga         | 16       | 35          | 62         | 9YR      | 7          | 10      | 215        | 148        | 52         | 0,46     | 0,44     | 38       | D79434 |

Adatok Nemcsics: Színdinamika. A fenti táblázat az adott színnévhez rendelt színtér közepét tartalmazza. Az értékek szóródása itt főként a világosság és a színtelítettség értékéből származik, és ΔE<4 tartományon belül van. A színrendszerek közötti átszámítás, valamint a képernyőn való megjelenítés miatt eltérések fordulhatnak elő. A színharmónia szoftver Neumann László munkája; további COLOROID konverter található a VCSCONSULTING szolgáltató honlapján.
Példaképpen a lenszőke szín értéktartománya az alábbi táblázatban látható
| név                 | COLOROID | COLOROID    | COLOROID   | Munsell  | Munsell    | Munsell | számítógép | számítógép | számítógép | CIE 1931 | CIE 1931 | CIE 1931 | HEX    |
| név                 | A        | T           | V          | H        | V          | C       | R          | G          | B          | x        | y        | Y        | RGB    |
| név                 | színezet | telítettség | világosság | színezet | világosság | króma   | vörös      | zöld       | kék        |          |          |          |        |
| ------------------- | -------- | ----------- | ---------- | -------- | ---------- | ------- | ---------- | ---------- | ---------- | -------- | -------- | -------- | ------ |
| világos, telítetlen | 12       | 5           | 95         | 10GY     | 9          | 2       | 245        | 242        | 235        | 0,32     | 0,34     | 90       | F5F2EB |
| sötét, telítetlen   | 12       | 5           | 85         | 7,5GY    | 9          | 2       | 220        | 217        | 209        | 0,32     | 0,34     | 72       | DCD9D1 |
| sötét, telített     | 12       | 15          | 85         | 2,5GY    | 9          | 2       | 225        | 217        | 192        | 0,33     | 0,35     | 72       | E1D9C0 |
| világos, telített   | 12       | 15          | 95         | 2,5GY    | 9          | 2       | 249        | 242        | 220        | 0,33     | 0,35     | 90       | F9F2DC |

## Előfordulása, szimbolizmusa, átvitt értelme

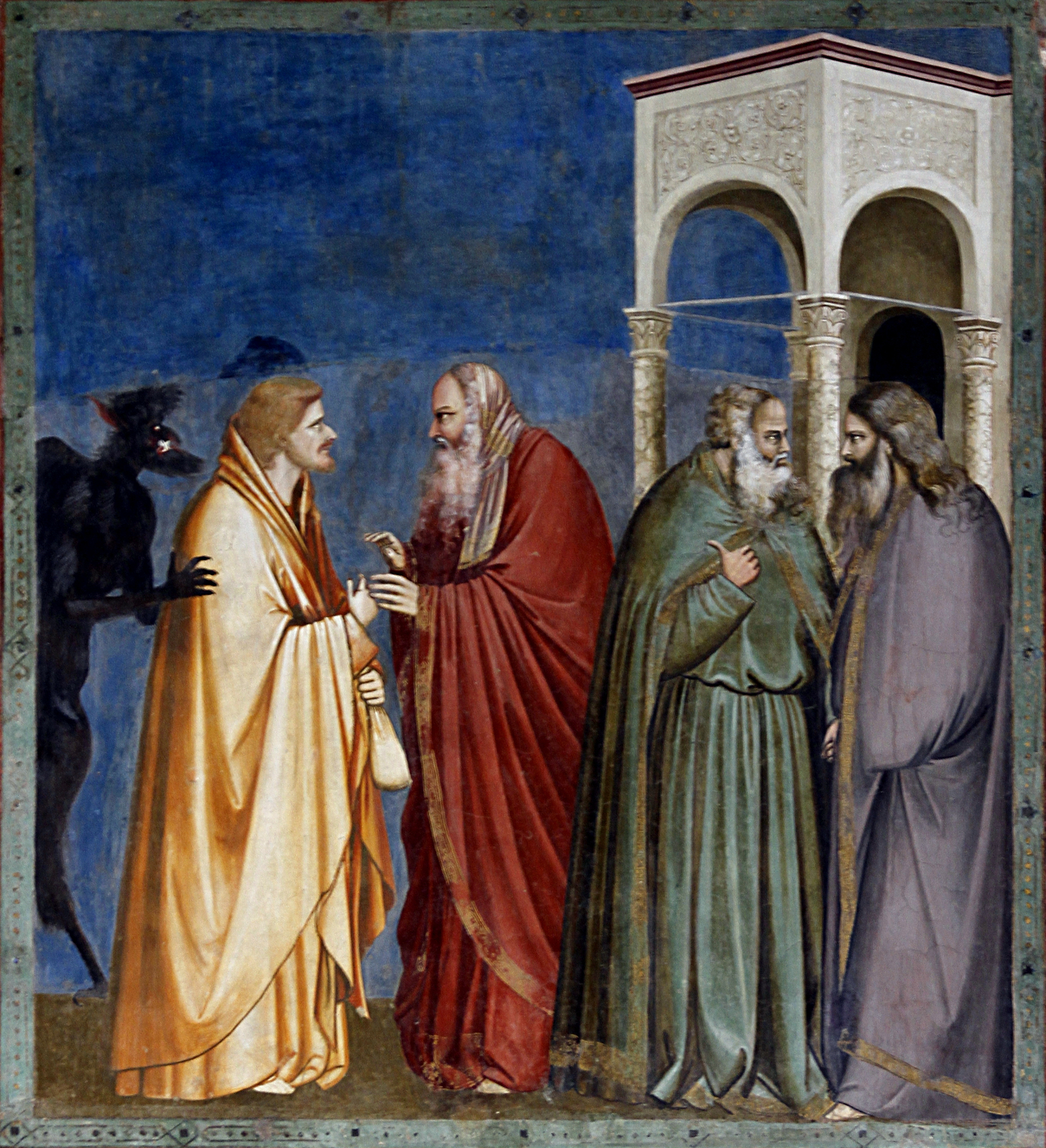
Júdás átveszi a vérdíjat (Giotto)

- Az irigység gyakori jelzője („sárga az irigységtől”).
- Az irigység mellett a fösvénységet is jelzi.
- Az angolszász kultúrában a sárga a gyávaság jele.
- A kereszténységben Júdás és az eretnekség színe.
- A zsidókat gyakran kötelezték sárga csillag vagy folt viselésére a ruhájukon.
- A new age-ben a sárga a negyedik suár. Ez azokat az embereket jellemzi, akik elérhetőnek tartják a harmóniát a konfliktuson keresztül.[10]
- A hinduizmusban a harmadik csakra, a napfonat csakra színe.[11]
- A heraldikában az arany fém sárgával ábrázolható.
- A bőr sárga színe betegséget jelezhet („sárgaság”).
- Az angolszászban a sárga sajtó a bulvársajtó egy másik neve.
- Olaszországban a "letteratura gialla" ("sárga irodalom") a bűnügyi regény elnevezése. A kifejezés a Mondadori kiadó 1929-ben indított és nagy sikert elért sárga borítójú bűnügyi könyvsorozatára vezethető vissza.[12]
- A sárga szalag a távol harcoló katonákkal való szolidaritást fejez ki. A szokás a puritánokig vezethető vissza, akiknek katonái sárga szalagot viseltek a háborúban.

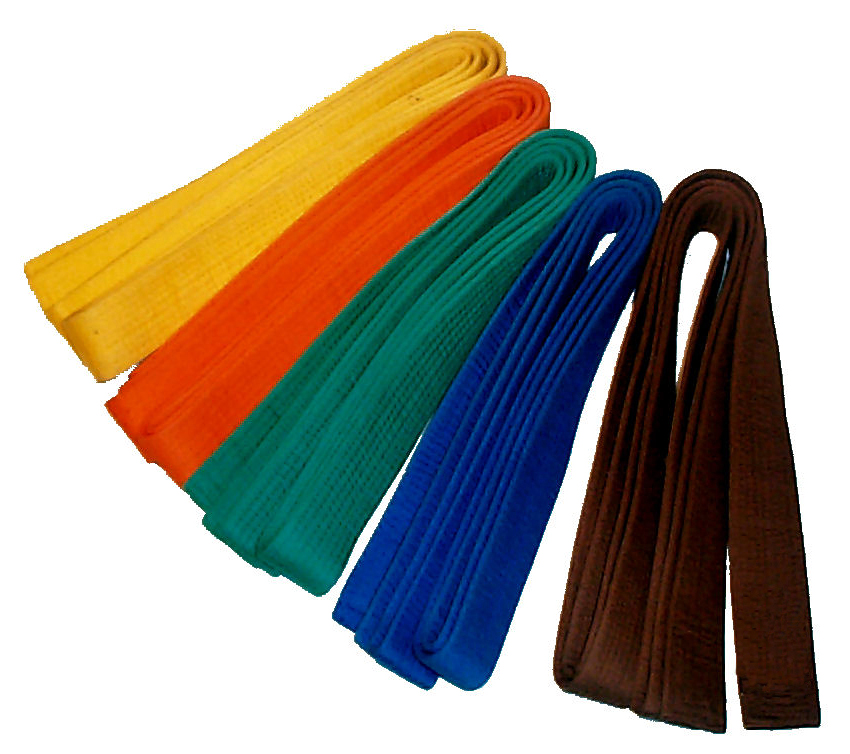
Budo-övek (japán: obi) az öt tanulói fokozat színeiben (japán: Gokyū)

- Az olimpiai zászlón a sárga karika jelképezi Ázsiát.
- A fociban a sárga lap az első figyelmeztetés jele.
- Az amerikai futballban a bíró által bedobott sárga zászló büntetőt jelez.
- Autóversenyeknél a sárga zászló veszélyre hívja fel a figyelmet (például arra, hogy a pályán baleset történt). Amíg ez a jel kint van, addig tilos előzni.
- A Tour de France kerékpárversenyen az adott napon az élről induló versenyző sárga trikót visel.

- A küzdősportokban a sárga öv egy alsóbb tanulói (kyu) fokozatot jelöl.
- Közlekedési lámpáknál a sárga váltást jelez zöldről pirosra vagy fordítva (az utóbbi nincs minden országban); a villogó sárga jelzés körültekintésre figyelmeztet.
- A közlekedési jelzőtáblák között a sarkára állított sárga négyszög főútvonalat jelez. A magyar közlekedési jelzések rendszerében általában a sárga színt használják ezen kívül a különös figyelmet igénylő, például ideiglenesen megváltozott helyzetre utaló közlekedési jelzéseknél (terelőutat jelző táblák, sávelhúzást jelző útburkolati jelek stb.).
- Németországban az autópályákon kívüli útvonalakon minden útirányjelző tábla sárga alapú.
- Korábban a magyar távolsági (és még korábban sokfelé a helyi) autóbusz-közlekedésben a járművek jellemző színe sárga volt. Innen ered néhol a vidékiek (falusiak) egyik pejoratív jelzője („sárgabuszos”).
- A budapesti közlekedésben a sárga a villamosok, ill. a kisföldalatti színjelzése
- Néhány országban a taxik hagyományosan sárgák.[13] (Talán a leghíresebb a New York-i „yellow cab” – sárga taxi). Magyarországon a taxik rendszámtáblája sárga alapú, egy 2013-ban hatályba lépett rendelet alapján pedig a budapesti taxik is sárgává váltak.[14]
- Az USA-ban és Kanadában az iskolabuszok is sárgák: számukra a sárga egy külön árnyalatát határozták meg.
- Az egyszínű sárga zászló sokáig a karantén alatt levő hajók jelölésére szolgált, amely a sárgaláz járvány öröksége volt, de a modern használatban épp az ellenkezőjét jelzi: egy betegségtől mentes hajó kikötőbe engedését kéri („Q”, Quebec kódzászló).[15]
- Kínában:
  - a császár színe: csak ő hordhatott sárga ruhát.
  - az ország és a föld színe a termékeny lösz miatt.
  - a dicsőség és a fejlődés színe.
  - A dekadencia színe, az obszcén és pornográf műveket újabban sárga film, zene és irodalom néven emlegetik.

A sárga turbánosok taoista szektája a Han-dinasztia ellen lázadt.
- Thaiföldön a király és a királyi család színe. 2006-ban Bhumibol király koronázásának hatvanadik évfordulóján a legtöbb thaiföldi viselt magán valami sárgát, hogy ezzel is kimutassa rokonszenvét a királlyal.
- Malajziában is az uralkodó színe.
- A sárga sapkás tibeti buddhista egyház papjai, lámái sárga fejfedőt viseltek.
- A mongoloid nagyrasszhoz tartozó embereket sárgáknak is nevezik.
- Sárga veszély: a koreai háború utáni időben az Ázsiából, különösen Kínából érzékelt fenyegetés elleni jelmondat Nyugaton.
- A majáknál a déli irány színe.[16]
- Zenei előfordulásai:
  - Miért hagytuk, hogy így legyen, más néven Sárga rózsa (Illés)
  - Sárga tengeralattjáró (Yellow Submarine, Beatles)
  - Sárgán virágzik a tök (ivódal)
  - Yello könnyűzenei együttes
  - The Yellow Rose of Texas („Texas sárga rózsája”) közismert amerikai dal
  - Sárga Lemez (30Y)
  - Zöld-sárga (Kex)

## Előfordulása

### A biológiában

#### Színanyagok
- A rovarokat vonzza a sárga szín. Ezt egyes csapdákban ki kis használják.[17][18]
- Sok élőlény, és szerves anyagból felépülő tárgy köszönheti sárga színét a karotinoidoknak, például a tojássárgája, a sárga virágok és az őszi levelek.

#### Madarak
- A citromsármány Európában és Ázsia nagy részén elterjedt sármányféle. A legtöbb helyen állandó, csak az északon költők vonulnak délre.
- A pápaszemes lombjáró Dél-Kanadában, az Amerikai Egyesült Államokban, Mexikóban és Közép-Amerikában elterjedt sárga mellényű újvilági poszátaféle.
- Az aranyküllő Észak-Amerika keleti részén él. Farkán és szárnyain sárga-narancssárga tollakat visel.
- Az aranyos lombjáró Észak-Amerikában fészkel.
- A háziasított kanárimadárnak vannak sárga színváltozatai is.

#### Halak
- A sárgaúszójú tonhal a trópusi és szubtrópusi tengerek lakója. Akár 200 kg-ra is megnőhet.
- Az angolban több tucat halfajt foglalnak össze yellowtail néven, amiknek sárga a farka, vagy a törzse.

#### Rovarok
- A sárgalázszúnyog az aedes szúnyogok egy faja, ami dengue-lázat és sárgalázat terjeszt.
- A méhek és a darazsak fekete-sárga mintázatúak, ami figyelmezteti a rovarevőket a fullánkos rovar veszélyességére.

#### Növények
- A betula alleghaniensis hexaploid nyírféle. Észak-Amerikában őshonos. 20 méter magasra is megnőhet, törzse a 80 cm átmérőt is elérheti. Barkája bronzsárga.
- A zanthoxylum brachyacanthum sárga faszövetű ausztrál őserdei fa.
- A repce egy sárga virágú keresztesvirágú, a káposzta és a mustár közeli rokona.
- Az aranyeső nem tévesztendő össze az aranyvesszővel. Mindkét növény virágai sárgák.

### A kémiában
- Az urán-oxidot az uránércek őrlésével nyerik. Az atomreaktorok üzemanyagaként és az urándúsítás után atomfegyverek készítésére használják.
- A clayton sárgával magnéziumot mutattak ki a vérszérumból és a vizeletből. Összegképlete C28H19Na2O6S4. Az ammónium-foszfát módszer megbízhatóbb, mivel vérsejtek, élelmiszerek és ürülék is vizsgálható vele. Angol nyelvterületen tévesen titánsárgának is nevezik, annak összegképlete NiO.Sb2O5.20TiO2.[19]
- A metilsárga egy savasságot jelző indikátor. Átcsapási tartománya 2,9 és 4,0 közötti, és pirosról sárgába csap át.[20][21]
- A nátriumnak van egy 589,3 nm-es narancssárga színezetű színképvonala. Egyes vegyületeit ezért tűzijátékokban a sárga szín előállításához használják.
- Az elemek közül a kén sárga, az arany sárga fényű. A foszfornak, az antimonnak és az arzénnak van sárga allotrop módosulata. A fluor és a klór sárgászöld gázok.

#### Festékek
- Kadmiumsárga: anyaga kadmium-szulfid. A legmegbízhatóbb sárga festékanyag, árnyalatai a citromsárgától a narancsszínig terjednek. A festészetben a 19. század közepe óta használták.[22] Mérgező, ezért ma azo-festékekkel helyettesítik.
- Krómsárga: ólom és króm vegyületeiből készül, sokféle árnyalatban. Nem fényálló, mérgező festék.
- Sárga okker: ősi festékanyag, természetes, ásványi eredetű. Árnyalatai a világos okker, az aranyokker és a sötét okker. Nem más, mint vasoxihidráttal megfestett agyagföld, iszapolva. Sok helyen megtalálható. Nem mérgező; az őskor óta használják.[23]
- Terra di Siena, vagyis sienaföld: kémiailag kovasavas vas, lazúrfesték.
- Indiai sárga: állati eredetű szerves lakk. Kémiai neve magnézium-euxantát. Olyan tehenek vizeletéből állították elő, amiket kizárólag mangólevelekkel etettek. Ma szintetikusan gyártják. Hosszú ideig a festők legszebb és legdrágább sárga festéke volt.[24]
- Naples-sárga: kémiai összetétele ólom-antimonát. A legrégibb szintetikus festék, amit az ásványi bindheimitből állítottak elő. A 20. századig kedvelt festék volt.[25] Mérgező volta miatt ma több festék keverékével helyettesítik.
- Titánsárga: összegképlete NiO.Sb2O5.20TiO2. Úgy gyártják, hogy a titán-oxiddal egy kevés nikkel-oxidot és antimont hevítenek. LBNL kódja "Y10".[26]
- A gamboge a garcinia nembe tartozó fákból nyert narancsbarna por, ami szétmorzsolva sárgává válik.[27] A Távol-Keleten a 8. század óta használt vízfesték. A gamboge név Kambodzsa nevéből ered. Európában a 17. század óta használják.[28]
- Az orpiment, más néven kínai sárga vagy királysárga összegképlete As2S3. A 19. századig használták, amikor is lecserélték a kadmiumsárgára, mert erősen mérgező.[29]
- Az azovegyületek vízbázisú vegyületek. Ezeket használják a legtöbb modern festményhez, ami erősen telített sárgát vagy a színkeverés leegyszerűsítését igényli. A legelterjedtebb a monoazo család.

### A csillagászatban
Az F és a G színképosztályú csillagok, mint például a Nap színhőmérséklete sárga. Először F. G. W. Struve osztályozta színük szerint a csillagokat 1827-ben. Ezek egyike volt a flavae osztály; ez ma a F5 – K0 tartomány. A Strömgren fotometrikus rendszerben az y jelű sárga szűrős tartomány közepe 550 nm, és fél szélessége mindkét oldalon 20–30 nm.

### Lézerek
A sárga fényt kibocsátó lézerek ritkábbak a többi színnél. Drágábbak is, mint a hasonló lézerek, mivel a metastabil és az alapállapot közötti energiaszint-különbség miatt nehéz sárga fotonokat kibocsátani. A kereskedelmi termékekben diódagerjesztett szilárd állapot technikát (DPSS) alkalmaznak. Ennek lényege, hogy egy 808 nm-es infravörös lézer gerjeszti a kristályos neodímium-doped ittrium-vanádium-oxidot (Nd:YVO4) vagy a neodímium-doped ittrium-alumínium-garnetet (Nd:YAG). Erre a gerjesztett anyag két különböző frekvenciájú fényt sugároz 281,76 THz és 223,39 THz rezgésszámmal és 1064 nm és 1342 nm hullámhosszal. Ezeket a mélyinfravörös hullámokat káliumra, titánra és foszforra irányítják, melyek olyan fényt bocsátanak ki, aminek rezgésszáma a két rezgésszám összege, tehát 505,15 THz, és hullámhossza 593,5 nm. Ez a hullámhossz hélium-neon lézerrel is elérhető, azonban mivel meghaladja az 590 nm-t, nem tekinthető igazi sárgának. Más kiindulási frekvenciákkal 2010 óta lehet 589 nm-es hullámhosszú valódi sárgának tekintett fényt előállítani. Az 589 nm és az 594 nm hullámhosszú fényt kibocsátó lézerek az Optogenetics területén terjedtek el.

## Képek

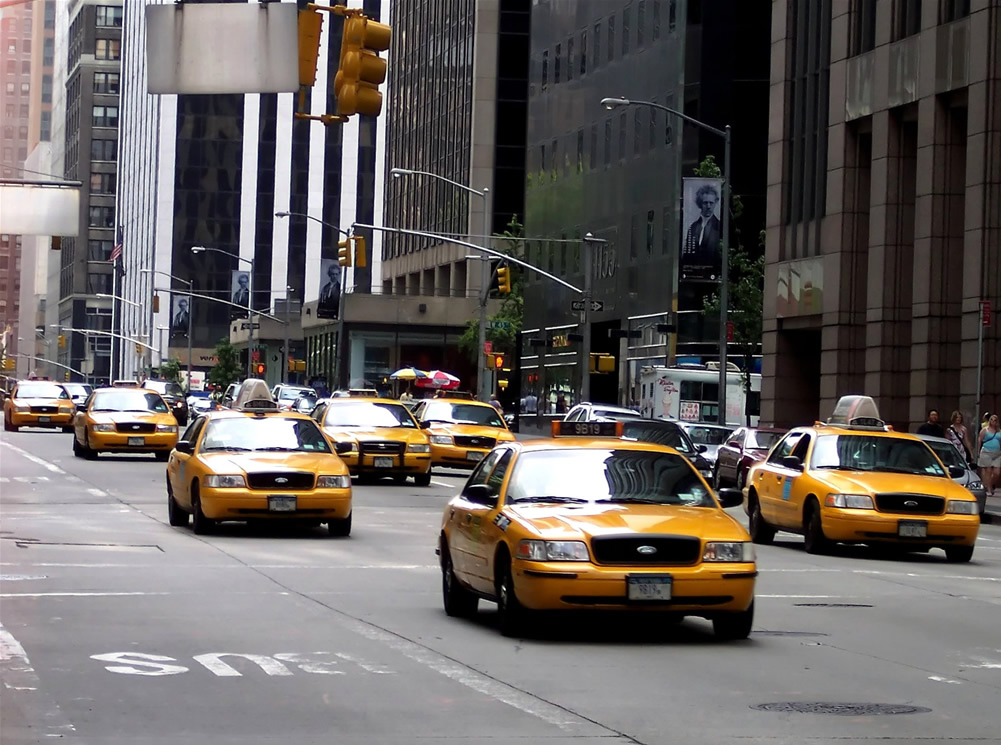
New York-i taxik
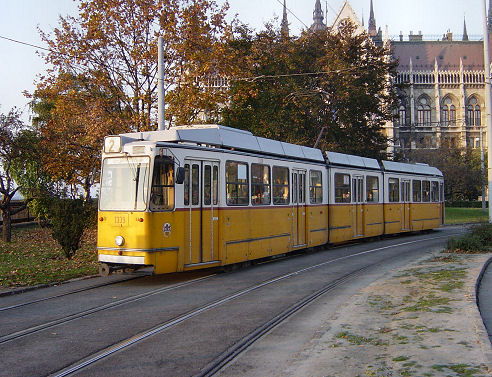
Ganz csuklós villamos Budapesten
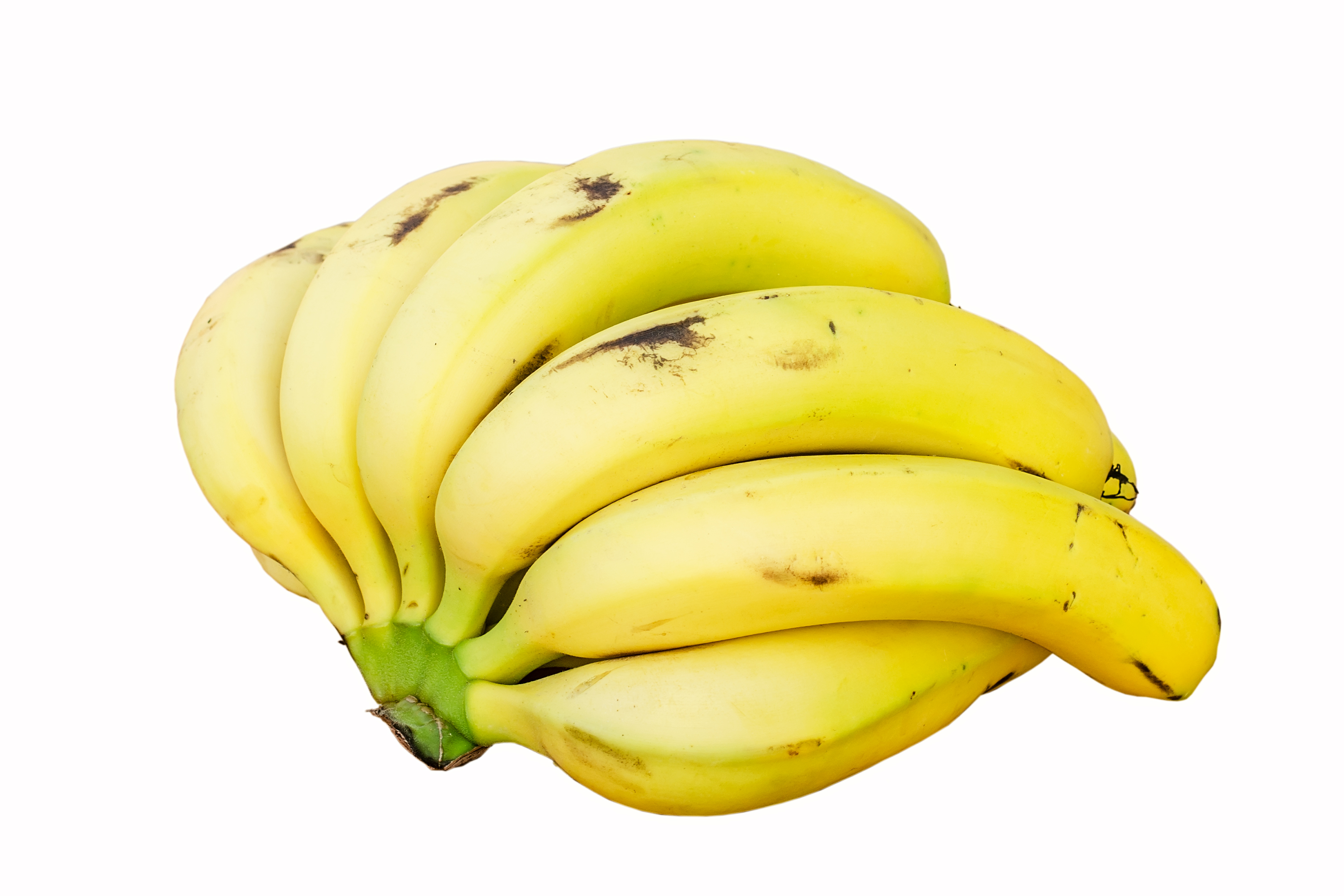
Banán
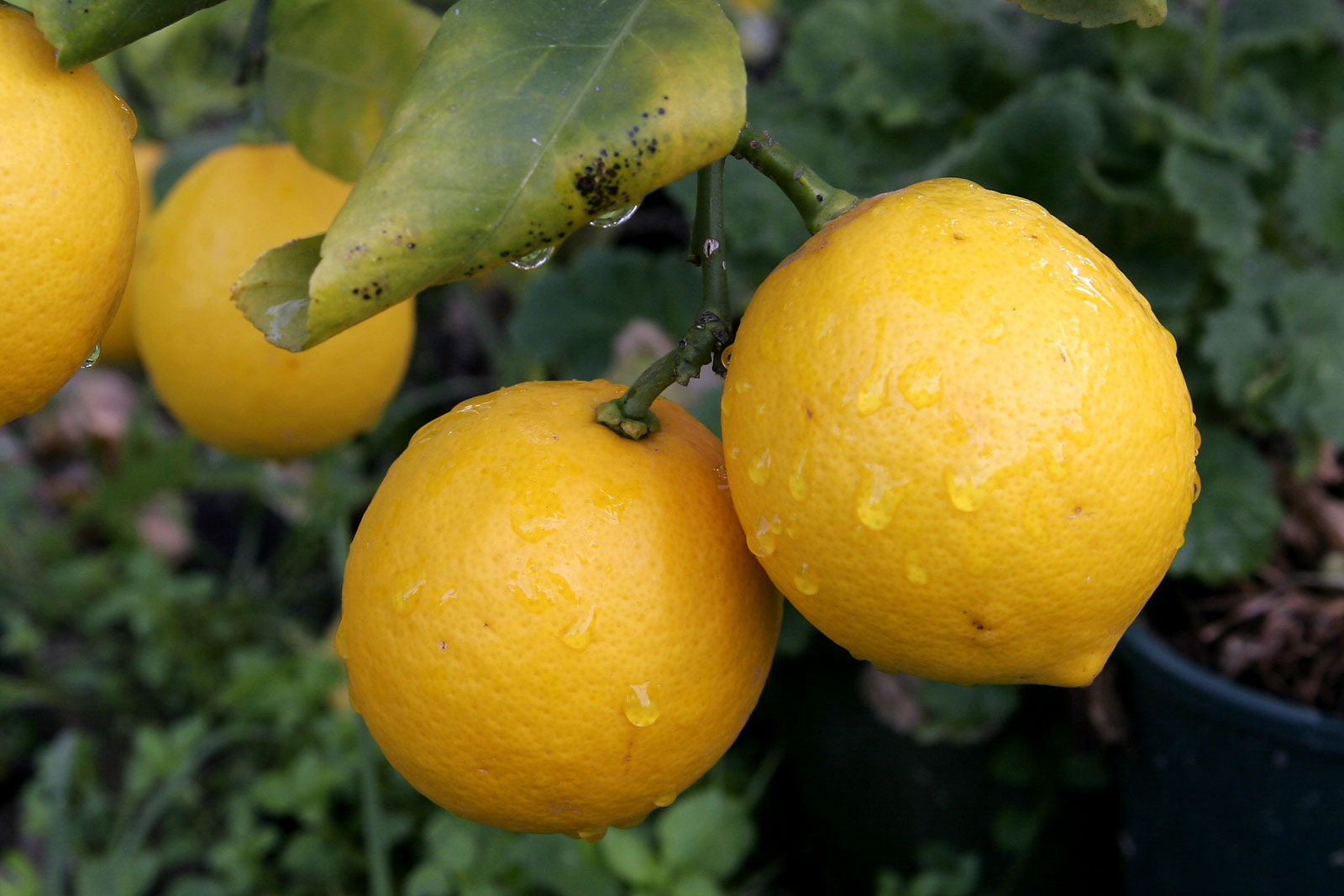
Citrom